# Thanh Thai Nguyen

Bischofswappen von Thanh Thai Nguyen

Thomas Thái Thành Nguyễn (* 7. April 1953 in Nha Trang, Vietnam) ist ein vietnamesisch-US-amerikanischer Geistlicher und römisch-katholischer Weihbischof in Orange in California.

## Leben
Thanh Thai Nguyen trat in seiner Heimat den Josephinern vom hl. Leonardo Murialdo bei und begann seine Studien an der Universität in Đà Lạt. Nachdem das kommunistische Regime in Vietnam seine Ordensgemeinschaft verbot und das Studium unterband, floh er 1979 aus seiner Heimat und erreichte 1980 die Vereinigten Staaten. Am Hartford State Technical College in Hartford absolvierte er eine Ausbildung zum Lehrer für Mathematik und Naturwissenschaften. 1984 trat er der Gemeinschaft der Missionare Unserer lieben Frau von La Salette bei, setzte seine theologischen Studien fort und legte am 19. September 1990 die ewige Profess ab. Am 11. Mai 1991 empfing er das Sakrament der Priesterweihe.
Nach der Priesterweihe war er in verschiedenen Pfarreien in den Bundesstaaten Georgia und Florida in der Seelsorge tätig. Später verließ er den Orden und wurde am 29. Juni 1999 in den Klerus des Bistums Saint Augustine inkardiniert. Anschließend war er weiter in Jacksonville tätig, seit 2014 als Pfarrer der Pfarrei Saint Joseph.
Am 6. Oktober 2017 ernannte ihn Papst Franziskus zum Titularbischof von Acalissus und zum Weihbischof in Orange in California. Die Bischofsweihe spendete ihm der Bischof von Orange in California, Kevin Vann, am 19. Dezember desselben Jahres. Mitkonsekratoren waren der Bischof von Saint Augustine, Felipe de Jesús Estévez, und der Bischof von Birmingham, Robert Joseph Baker.